# Ivan Kirkov
Ivan Kirkov (bulgare : Иван Кирков), né le 1er janvier 1932 à Assénovgrad et mort le 19 septembre 2010 dans la même ville, est un peintre et illustrateur bulgare.

## Biographie
Ivan Kirkov naît le 1er janvier 1932 à Assénovgrad.
Il est diplômé de l'Académie nationale des arts de Sofia, où il suit des cours de peinture avec Ilia Petrov et Kirk Tsonev, où il termine sa formation en 1955.
Ivan Kirkov meurt le 19 septembre 2010 dans sa ville natale, ses funérailles ont lieu le 20 septembre.

## Prix et distinctions
- 1974 : (international) « Honor List »[5], de l' IBBY, catégorie Illustration, pour Kosse Bosse (texte de Ran Bosilek)